# Landesarbeit der Evangelischen Posaunenchöre in Baden
Die Landesarbeit der Evangelischen Posaunenchöre in Baden, auch Badische Posaunenarbeit, betreut 5500 Bläser in derzeit über 250 Posaunenchören im Bereich der Evangelischen Landeskirche in Baden. Das Gebiet erstreckt sich von Wertheim über Heidelberg, Mannheim, Karlsruhe, Pforzheim, Freiburg im Breisgau bis hin nach Konstanz und Überlingen.

## Ziele und Aufgaben
In der maßgeblichen Ordnung der Posaunenarbeit in der Evangelischen Landeskirche in Baden von 2013 ist die enge Bindung der Aufgaben der Posaunenchöre an die „Verkündigung des Evangeliums“ formuliert. Sie seien danach dem kirchlichen Auftrag verpflichtet und dienten mit ihrer Musik „der Verbreitung des Glaubens, der liturgischen Gestaltung des Gottesdienstes, dem Gemeindeaufbau, der Seelsorge und dem Dienst am Nächsten“. Daneben wird auch eine allgemein kulturelle Aufgabe in der Gesellschaft formuliert.
Die Badische Posaunenarbeit bietet für ihre Mitglieder Posaunentage, Fortbildungen, Lehrgänge, Festgottesdienste und Freizeiten an. Regelmäßig findet ein großer Landesposaunentag statt, zu dem 2000 Bläser aus ganz Baden zusammenkommen, um gemeinsam das Wochenende zu verbringen und zu musizieren.
Besonders begabten Bläsern der Posaunenchöre stehen drei Auswahlensembles offen: Das Nordbadische Blechbläserensemble unter der Leitung des Landesposaunenwarts Armin Schaefer, der Mittellbadische Bläserkreis und das Südbadische Blechbläserensemble unter der Leitung des Landesposaunenwarts Heiko Petersen. Die aus jeweils ca. 25 Bläsern bestehenden Jugendposaunenchöre bieten Jugendlichen die Möglichkeit der musikalischen Förderung.
Der Bläserkreis der Hochschule für Kirchenmusik Heidelberg (genannt „KI“) dient den Kirchenmusikstudenten als Übungschor während ihres Bläserchorleitungsunterrichts. Er steht unter der Leitung von Landesposaunenwarts Armin Schaefer.

## Geschichte
Erste Posaunenchöre in Baden entstanden vor 1900, etwa in Hugsweiner (1882), der Posaunenchor des CVJM in Heidelberg (1888), der lutherischen Posaunenchor Ispringen (1890) sowie die Posaunenchöre in Ittlingen (1890) Blankenloch, Friedrichstal und Unteröwisheim (1896) und Eschelbronn-Daisbach (1899).
Ab den 1920er Jahren entstanden übergreifende Organisationsformen, etwa durch den Bundes- bzw. Landesposaunenwart
Heinrich Großmann, der dieses Amt im Oberrheinischen Christlichen Jungmännerbund bis 1934 innehatte. Durch die Organisation von Landesposaunentagen in Freiburg/Br., Heidelberg, Karlsruhe und Pforzheim lernten sich die verschiedenen Chöre kennen.
Am 8. Mai 1934 gründete sich der Verband evangelischer Posaunenchöre Deutschlands, dem sich die bisherigen Verbände anschließen mussten. Am 6. Juni 1934 wurde als Untergruppierung der Landesverbandes evangelischer Posaunenchöre Baden gegründet und Berthold Stober (Pforzheim-Dillweißenstein) zum Landesobmann und Landesposaunenwart berufen.

## Organisation
Organe der Badischen Posaunenarbeit sind der Landesvertretertag (LVT), der Landesarbeitskreis (LAK) und der Leitende Ausschuss (LA). Weitere Organe sind die Landesobfrau bzw. der Landesobmann, die Landesposaunenwartinnen bzw. die Landesposaunenwarte und die Geschäftsführerin bzw. der Geschäftsführer.
Die Landesarbeit der Evangelischen Posaunenchöre in Baden ist dem Evangelischen Oberkirchenrat (EOK) in Karlsruhe zugeordnet und beschäftigt im Jahre 2007 hauptamtlich einen Geschäftsführer mit Sitz im EOK sowie zwei Landesposaunenwarte, die regional in Nord- und Südbaden ansässig sind.
Den Vorstand der Badischen Posaunenarbeit übernimmt ein Landesarbeitskreis aus 17 Personen. Dieser gibt die Zielvorgaben für die hauptamtlichen Mitarbeiter vor. Den Vorsitz hat ein für sechs Jahre gewählter Landesobmann, derzeit Christian Kühlewein-Roloff (Pfarrer an der Stadtkirche Offenburg).
Die Landesarbeit der Evangelischen Posaunenchöre in Baden ist Mitglied im Evangelischen Posaunendienst in Deutschland (EPiD) und Mitglied des Landesmusikrats Baden-Württemberg.